# Хайдін Саліху
Хайдін Саліху (алб. Hajdin Salihu; нар. 18 січня 2002, Подуєво, ФР Югославія) — косовський та албанський футболіст, центральний захисник черкаського ЛНЗ.

## Клубна кар'єра

### Ранні роки та «Ллапі»
Вихованець двох найвідоміших футбольних шкіл Косово, «Бесіани» та «Курди». 19 червня 2018 року приєднався до представника футбольної Суперліги Косова «Ллапі», де отримав футболку з 15-м ігровим номером. Дебютував на професіональному рівні 1 листопада 2019 року у переможному (1:0) домашньому матчі проти «Дреніци», в якому вийшов у стартовому складі.

### «Локомотіва»

#### Орендний період
18 жовтня 2020 року відправився в оренду на один сезон до клубу Першої ліги Хорватії «Локомотива». 27 лютого 2021 року вперше потрапив на лаву запасних «Локомотиви», в матчі першості проти «Шибеника». Дебютував у футболці «Локомотиви» чотирнадцять днів по тому, у програному (0:1) поєдинку проти «Істри 1961», в якому вийшов у стартовому складі.
9 липня 2021 року підписав дворічний контракт із клубом Першої ліги Хорватії «Локомотивою», перехід до якого було офіційно підтверджено через сімнадцять днів. Вісім днів по тому вперше потрапив на лаву запасних «Локомотиви» на матч чемпіонату проти сплітського «Хайдука».

#### Короткострокова оренда до «Лачі» та повернення в «Локомотиву»
17 січня 2022 року відправився в оренду на один сезон до клубу албанської Суперліги «Лачі». П'ять днів по тому, вперше потрапив на лаву запасних «Лачі», на поєдинок чемпіонату проти «Теути». 10 лютого 2022 року повернувся з оренди замість одного з травмованих захисників «Локомотиви». Два дні по тому провів свою першу гру після повернення, проти «Істри 1961», в якому вийшов у стартовому складі.

### «Дріта»
У червні 2023 року підписав контракт з косівським клубом «Дріта», який кабирав чинності з 1 липня 2023 року й розрахований до 30 червня 2026 року.

### ЛНЗ
31 січня 2024 року підписав контракт з ЛНЗ.

## Кар'єра в збірній

### Косово
Представляв юнацьку збірну Косово (U-17) у кваліфікації Чемпіонату Європи (U-17) 2019 року, в якій допоміг збірній Косово очолити свою групу у кваліфікаційному раунді. Також представляв Косово у командах U-19 та U-21, у складі косовської молодіжки двічі потрапляв на лаву запасних на матчі кваліфікації чемпіонату Європи 2021 року.

### Албанія
16 березня 2021 року «Локомотива» у комюніке повідомила, що Хайдін Саліху обрав молодіжну збірну Албанії й отримав виклик на березневий збір. 20 березня 2021 року отримав виклик від молодіжної збірної Албанії на тренувальний збір, який проходив 22–30 березня 2021 року, а також на неофіційні товариські матчі проти «Тирани» та «Бюліса».